# تورلایو کورنلیوسن
تورلایو کورنلیوسن (انگلیسی: Torleiv Corneliussen; ۲۵ ژوئیهٔ ۱۸۹۰ – ۲۹ آوریل ۱۹۷۵) قایقران قایق بادبانی اهل نروژ بود.